# Matilda Sissieretta Jones
Matilda Sissieretta Jones (geboren Matilda Sissieretta Joyner), (Portsmouth (Virginia), 5 januari 1868 - Providence (Rhode Island), 24 juni 1933) was een Amerikaanse operazangeres. Eind 19e en begin 20ste eeuw behoorde zij tot de belangrijkste sopranen van haar generatie. Zij stond ook wel bekend als Black Patti of Madame Jones.